# لاسکوو (استان اشوی‌داشکسیه)
لاسکوو (به لهستانی: Lasków) یک منطقهٔ مسکونی در لهستان است که در گمینا یندژیوو واقع شده‌است.